# Santiago Vergini
Santiago Vergini (Máximo Paz, 3 de agosto de 1988) é um futebolista profissional argentino que atua como defensor.

## Carreira

### Olimpia
Santiago Vergini se profissionalizou no Olimpia, em 2009.

### Verona
Santiago Vergini teve um rápido empréstimo ao Hellas Verona, em 2010.
Ele jogou 15 partidas, marcando um gol contra o Bassano Virtus

## Títulos
Sunderland
- Football League Cup: Vice 2013–14